# 前91年
| 千纪： | 前1千纪 |
| 世纪： | 前2世纪 \| 前1世纪 \| 1世纪                                                                                |
| 年代： | 前120年代 \| 前110年代 \| 前100年代 \| 前90年代 \| 前80年代 \| 前70年代 \| 前60年代                        |
| 年份： | 前96年 \| 前95年 \| 前94年 \| 前93年 \| 前92年 \| 前91年 \| 前90年 \| 前89年 \| 前88年 \| 前87年 \| 前86年 |
| 纪年： | 西汉征和二年                                                                                               |

## 大事记

### 中国
- 巫蛊之祸

### 羅馬
- 凱薩叔父塞克斯圖斯·儒略晉陞執政官。

## 出生
- 漢宣帝，西漢第十位皇帝

## 逝世
- 刘据
- 卫子夫
- 長平侯衛伉
- 诸邑公主
- 阳石公主
- 暴勝之
- 田仁